# Goniophysetis
Goniophysetis es un género de polillas perteneciente a la familia Crambidae. Se encuentran en África y Madagascar.

## Especies
Este género contiene las siguientes especies:
- Goniophysetis actalellus (Viette, 1960)
- Goniophysetis lactealis Hampson, 1916
- Goniophysetis malgassellus (Viette, 1960)